# Ouya
OUYA（ウーヤー, 発音: [ˈuːˌjɑː] OO-yah）は、かつて存在したAndroid搭載の家庭用ゲーム機である。いわゆるマイクロコンソールにあたる。当初は大きな話題となったが尻すぼみに終わり、2019年にサービス終了となった。
当初は2013年6月4日に小売開始予定だったが、生産上の理由により6月25日に延期された。直販予約分は同年5月末から、Kickstarter後援者へは同年3月末から順次出荷された。小売開始までに58,000台の予約を集めた。

## 概要

### 出自
OUYAは米国ベンチャー企業OUYA社（OUYA, Inc.）のCEO、元IGNトップのJulie Uhrman率いる専門家チームにより設計され、2012年7月3日に初めて情報が公開された。OUYAプロジェクトはBoxer8社（Boxer8, inc.）から発足し、現在はOUYA社が引き継いでおり、商標も同社に移されている。
チームにはデザイナーのYves Béharおよび彼のデザインファームFuseproject、Amazon Kindleを開発したLab126のMuffi Ghadialiなどが参加。顧問として元マイクロソフトの初代Xbox事業担当者Ed FriesやPeek社CEOのAmol Sarva、ソーシャルサービスColorの共同設立者Peter Phamら業界の著名人が名を連ねる。
クラウドファンディングサービスKickstarterにて記録的な支持を集め注目された。

### コンセプト
スローガンは「The Revolution Will Be Televised（革命はテレビに映る）」。これは、1960年代に米国で流行した抗議運動スローガンでギル・スコット・ヘロンの楽曲名ともなった「The Revolution Will Not Be Televised（革命はテレビに映らない）」のもじりと推測される。
このスローガンが示すように、居間でテレビに接続し家族や友人と楽しむ、据置型家庭用ゲーム機の「復権」、つまりゲーマーとクリエイター双方を家庭用ゲーム機に呼び戻す事を目論み計画された。市場の主流がスマートフォン/タブレットやソーシャルゲームに移りつつあり、クリエイターたちもその自由で低コストなゲーム開発を志向しつつあるとの認識のもと、スマートフォンアプリ的生態系を家庭用ゲーム機にもたらし活気づけようというコンセプトである。市場としては従来の家庭用ゲーム機とスマートフォンとの間に位置するニッチとなるが、もとよりその開拓に機会を見いだすベンチャービジネスであり、大手メーカー産主要ゲーム機との競合を避ける狙いもある。

### オープンプラットフォーム
OUYAの「O」はオープン性（Openness）、「U」は汎用性（Universal）を表す。残る「YA」は語感で決められた。
Androidを始めとするオープンソース/コモディティ技術の採用、無償かつロイヤリティ不要の開発用SDK提供、AndroidのRoot化や独自ソフトウェアのインストールを許容する保証、特殊ドライバー不要で簡単に開けられる筐体など、ソフト/ハード両面で「ハック可能」なプラットフォームであり、誰でも自由に開発に参加することができる。ただし、オープンソースハードウェアではない。

### Free-to-Try
OUYA用ゲーム（アプリ）は専用マーケットからオンラインで配信される。購入前に試すことができない「前時代的な」販売方法が違法コピーの一因であるとし、無料体験（Free-to-Try）できることがすべてのゲームに義務づけられている。完全無料も可。なお、無料体験は2013年1月頃まではフリー・トゥ・プレイ（Free-to-Play：F2P）と謳っていたが、「F2P＝基本無料＋アイテム課金」という固定観念がつきまとい、本来意図する課金モデルに対し語弊があるため表現を改めたものと推測される。そうした誤解を解こうとする解説や質疑応答がそれまでに繰り返されており、本稿出典記事のいくつかにも認められる。
広告表示も許されず、ゲーム内課金によるフリーミアムモデルで利益を生む仕組みであり、その30%が手数料としてOUYA社に支払われる。課金プロダクトの安全性はサーバ認証により確保される。
具体的な課金方法として次のような例が挙げられている。
1. デモ版を無料プレイ → 完全版を購入（非消費型プロダクト）
2. 1面を無料プレイ → 2面を購入（同上）
3. 基本無料プレイ → ゲーム内通貨500枚を購入（消費型プロダクト）

支払いが定期的に課される継続課金にも対応予定。課金対象はゲーム次第であり、課金額も少額決済に限らず様々だが、ゲーム内容を理解できる（購入の判断材料になる）程度の無料要素を持つことが最低条件とされている。
ちなみに「ゲーム内通貨」は、日本では資金決済法の対象となることがある。このように課金自由とはいえ各国の法令等には制約を受ける可能性がある。

### 小型・低価格
OUYA本体は、ルービックキューブに例えられる小さな立方体で2013年現在流通している標準的なルービックキューブ（Seven Towns Limited/メガハウス社製3×3ブロック）よりOUYAの方が一回り大きい程度である。光学ドライブなどを持たないこともあり、比較的小型の家庭用ゲーム機Wiiと比べても体積は3分の1、重量は4分の1ほどしかない。内部の基板そのものはさらに小さく、筐体容積にかなり余裕があり、重量は安定のため錘で増してある。
標準価格99.99USドルと同世代の主要ゲーム機と比べ安価なことも特徴である。そのぶん性能に劣るものの、NVIDIA Tegra 3を搭載するなど、開発当時の水準では数百ドルクラスの高性能タブレット程度の処理能力は備えており、価格性能比は良好といえる。また、後述の通り能力はさらに強化されている。

### 製品サイクル
スマートフォンのように、価格帯を維持しながら性能の向上したOUYA新機種が毎年発売される計画であったが後続モデルが出ることなくプロジェクトは終了した。後方互換性が確保され、新機種でも旧機種用ゲームをプレイできる。購入した課金プロダクトはプレイヤーアカウントと紐づけられており、新たなハード上で再度購入する必要はない。

## 仕様
| OS             | - Android 4.1 “Jelly Bean” - テレビ用カスタムUI |
| SoC            | - NVIDIA Tegra 3 T33 - ARM Cortex-A9 クアッドコア 1.6GHz （シングルコアモード時 1.7GHz） |
| メモリ         | - 1GB LPDDR2（32ビット/シングルチャネル） |
| ストレージ     | - 8GB 内蔵フラッシュメモリ |
| ビデオ出力     | - HDMI端子 - 出力解像度：HDTV 1080p, 1080i, 720p |
| オーディオ出力 | - HDMI端子 - 5.1ch サラウンド出力可能 |
| 通信機能       | - Wi-Fi 802.11 b/g/n - Bluetooth LE 4.0 Wi-FiおよびBluetoothに関連して、製品版OUYA筐体底面には米国・欧州・豪州の無線規制適合を示すFCCマーク・CEマーク・C-Tickマークが刻印されている。しかし2013年4月現在、日本で義務づけられている技適マークは筐体にも画面内にも確認されていない。 - イーサネットポート×1 |
| I/O            | - USB 2.0 ポート×1（周辺機器接続用） - Micro USB ポート×1（プログラム転送等のためのホストPC接続用） |
| 電源           | - ACアダプタ - 入力：100-240V, 50-60Hz, 0.7A Max - 出力：12V 2A - ユニバーサル差込プラグ（各国のプラグ受け規格に対応） |
| 外観           | - カラーバリエーション - ガンメタル 2013年2月5日に発表された製品画像にて製品版の最終的な本体色が明らかとなり、それまでヘアライン仕上げのシルバーだったアルミニウム部がサンドブラスト仕上げのガンメタル（金属光沢のある黒鉄色）となった。 - ブラウン（Kickstarter一部後援者向け限定色「Kickstarter Special Edition」） - クリアー（先行開発機「OUYA Developer Console」） - 電源ボタン兼電源インジケータ（白色LED） - 外装：プラスチック, サンドブラスト仕上げアルミニウム（側面） - 寸法：幅75mm×奥行き75mm×高さ82mm - 重量：300g |
| その他         | - 光学ドライブ/ROMカセットスロット無し - 内蔵冷却ファン×1（基板に固定） - 負荷に応じて回転するアクティブ冷却方式 - 2mm六角棒スパナにて筐体開封・基板取り出し可能 - 筐体のSTLファイル（3Dプリンタ用データ）を公開 |
| 標準搭載アプリ | - ウェブブラウザ |
| コントローラ   | - ゲームパッド型 あえて伝統的なゲームパッドを踏襲した「馴染みの（familiar）」デザインとなっており、とりわけXbox 360に近いスティック配置となっている。決定/キャンセルボタンの位置関係も、米国で一般的な左側が決定の配置である。 - デジタル方向キー×1 - ボタン兼アナログスティック×2（L3＋R3） - 前面ボタン×4（O：決定, A：キャンセル） - ショルダーボタン×2（L1＋R1） - アナログトリガー×2（L2＋R2） - メニューボタン×1 - タッチパッド搭載（シングルタッチ） - プレイヤー番号/電源インジケータ（白色LED） - 振動機能なし - 接続：Bluetooth - 最大同時接続数：4 - 電源：単3乾電池×2 - 外装：プラスチック, サンドブラスト仕上げアルミニウム（フェイスプレート） - 寸法：幅163mm×奥行き109mm×高さ53.5mm - 重量：275g |
| 周辺機器       | - 公式周辺機器は発表されていない - USB/Bluetooth機器を接続可能 - Androidが認識する一般的な周辺機器は基本的に利用可能 - USBメモリや外付けHDDによるストレージ - マウス・キーボードによるシステムUIのポインティング・文字入力 - ワイヤレスヘッドフォン（Bluetoothレシーバー）による音声出力 等 - 特殊な機器への対応はゲームや相性次第となる |

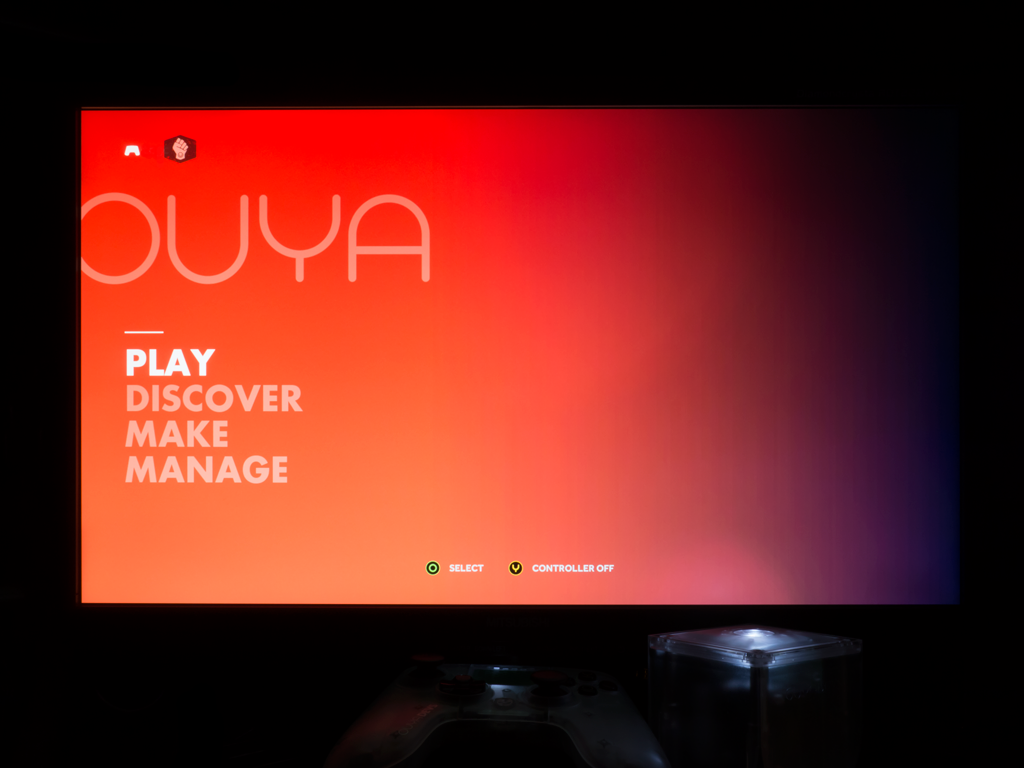
メニュー画面

### 備考
回路設計にはTegra 3の開発元であるNVIDIA社がOUYA専門チームを設けて協力している。Tegra 3はスマートフォンやタブレットを主ターゲットとする省電力統合型プロセッサだが、OUYAでは電池寿命を考慮する必要がなく、動作を最大限に強化しており、「市場における最高のTegra 3デバイス」と称していた。
OUYA社はKickstarterに寄せられた意見を積極的に検討すると述べ、実際にイーサネットポートの追加やゲームパッドボタン「O・U・Y・A」のラベルが後援者らの要望・アイデアによって実現した。また先行開発機/後援者向け製品版出荷後もユーザらの感想を取り入れ調整が続けられた。

## 開発環境
OUYAはAndroid端末であり、OUYA用ゲームはAndroidアプリそのものである。したがってAndroid開発環境さえ整えればOUYA用ゲームを開発することができる。無料で導入できる・ノウハウやリソースを流用できる・他Android端末とのマルチプラットフォーム展開がしやすい等、従来の家庭用ゲーム機と比べ開発の敷居や負荷が低いという利点がある。
また、ゲーム開発に関する以下の支援をOUYA社自ら実施している。

### ODK
「ODK（OUYA Development Kit）」はゲームパッド入力や専用マーケット課金等のOUYA固有機能に対応する公式SDKである。ODKはApache License 2.0に基づき無償で提供されており、Android開発環境に組み込んで用いる。ゲームエンジンUnity用の公式パッケージも用意されている。

### OUYA Developers
開発者向け公式ウェブサイト「OUYA Developers（OUYA DEVS）」が運営されている。ODKダウンロード・ドキュメント閲覧・ゲーム公開管理・電子掲示板等の機能があり、無料で利用できる（要サインアップ）。

### OUYA Developer Console

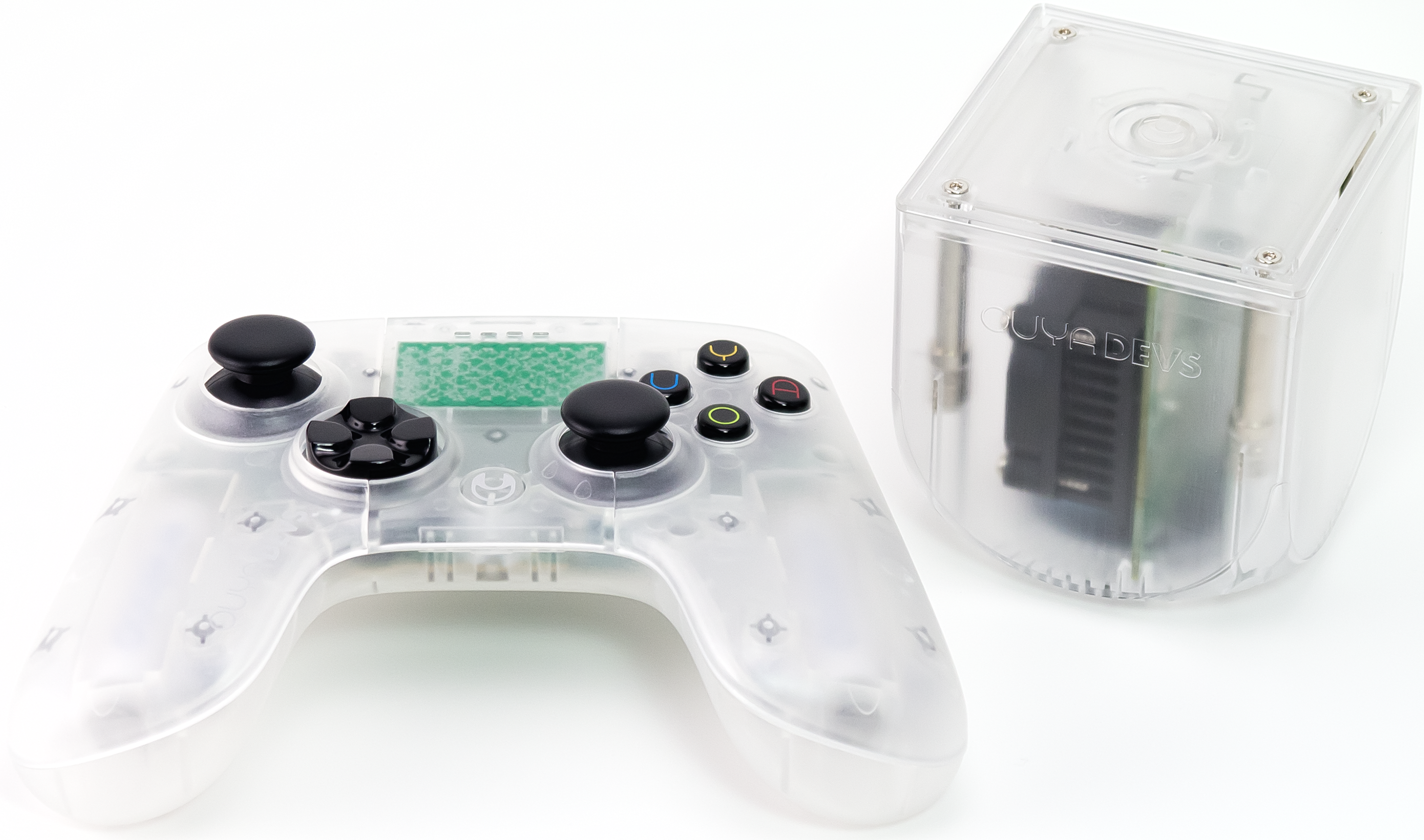
OUYA Developer Console

699ドル以上のKickstarter後援者への見返りとして2012年12月28日に発送されたOUYA先行開発機。
Root化済み・プロトタイプゲームパッド2台同梱に加え、本体およびゲームパッドの外装が「オープン性を象徴する」透明プラスチック製の特別仕様となっている。

### DBF
「DBF（Developer's Best Friend）」は開発者支援の任を負うOUYA社独自の肩書である。オープンプラットフォームを標榜する同社ではユーザとの関係を強化する重要な立場といえる。独立系開発事業/コミュニティに詳しいKellee Santiagoがこれに起用され、その経験や人脈を活かした活躍が期待されている。この人物は独立系開発会社投資ファンドIndie Fund設立者の一人であり、自らも独立系開発会社Thatgamecompany（『風ノ旅ビト』等を開発）の共同設立者兼プロデューサーを務めた経歴を持つ。

### 補足
OUYA Developer ConsoleはDeveloper Kitとも呼ばれる。ただし、あくまで発売に先んじて実機開発/試験を行うための「OUYA実機」に過ぎず、「特殊な開発機材」ではない。スマートフォンアプリが市販スマートフォン実機さえあれば開発できるのと同様に、Kickstarter後援者でなくとも製品版OUYAさえ入手すれば同等の開発が可能である。最終的な調整や試験を別にすれば、実機の代わりにAndroidエミュレータやTegra 3搭載タブレット等を用いて模擬的に開発を進めることもでき、公式ブログでも実機入手前の代替手段として提案されている。
またOUYA開発環境はOUYA本体に搭載ないし同梱などと報じられることがあるが、実際には上記の通りAndroid開発環境およびSDKを各ウェブサイトからPCにダウンロードするのみである。これらへのアクセスや利用は無料で、とくに制約はなく、OUYAの所持も不問である。
従来の家庭用ゲーム機の常識に照らせば異例だが、いずれもAndroid端末一般に共通の性質（スマートフォンアプリ開発者に馴染みの事柄）であり、OUYAもそれを受け継いでいるに過ぎず、独特の方法でオープン性を担保しているわけではない。

## 流通

### 販売
2013年4月発売予定。標準価格99.99USドル。OUYA本体にゲームパッド1台・HDMIケーブル1本・ACアダプタ1個・単3乾電池2本・取扱説明書が同梱される。

#### メーカー直接販売
2012年8月9日よりOUYA公式ウェブサイトにて通信販売予約が受け付けられている。1台49.99ドルの追加ゲームパッドを3台まで同時購入可能。世界各国（230ヶ国以上）への発送に対応しており、日本からも注文可能である。送料は発送先により異なり、日本は25ドル。支払い方法はPayPalまたはクレジットカード。
なお発売月である2013年4月に発送されるのは同年2月4日までの早期予約分であり、以降の予約分は小売と同じく同年6月からの発送となる。この区切りは数日前から告知されていた。ちなみに早期予約では本体99ドル、追加ゲームパッド1台30ドルだった。

#### 小売（海外）
2013年6月25日より、北米ではAmazon.com（米）/Amazon.ca（加）、家電量販店Best Buy、ビデオゲーム専門店GameStop、ディスカウント百貨店Targetが、英国ではAmazon.co.ukおよびビデオゲーム専門店GAMEが提携小売店としてOUYAを販売している。同年2月5日より予約受付開始。
なお、Amazonの取り扱い商品は各国で異なり、日本のAmazon.co.jpからは注文できない。

#### 小売（日本）
2013年現在、日本でのOUYA社の正規代理店や提携小売店は存在しない。
複数のニュースサイトよりあたかも国内販売およびその定価が正式決定したかのような報道がなされたことがあるが、紹介されたのはOUYA社と無関係の一並行輸入（購入代行）業者であり、価格は中間マージンを含む独自の設定である。なおOUYA付属のACアダプタはPSEマークのない海外メーカー製のため、これを「日本国内で販売」するには業者自らマークを取得するかマーク付き代替品に交換するなどの義務が生じる。

### 先行出荷
699ドル以上を出資したKickstarter後援者842人には2012年12月28日に先行開発機が、95ドル以上699ドル未満出資の後援者5万7379人には2013年3月28日に製品版OUYAが見返りとして贈られた。より細かい出資額区分に応じて限定色やゲームパッド追加等の特典がある。
またKickstarter後援者ではない先行開発希望者への救済措置として、2012年11月9日から同年12月末頃まで先行開発機の購入予約が受け付けられていた。価格は800ドル。同年12月末に1200台の開発機が出荷されており、後援者分およびわずかなキャンペーン当選者分を差し引いた残りの台数がこの予約分とみられる。

### 出荷（予約）数
2013年2月初旬時点でKickstarter後援者分約5万7千台・公式ウェブサイト受注分約6万8千台が予約されている。また予約開始直後、Amazon.comでビデオゲーム販売ランキングトップ10にランクインした。台数は不明。

### ソフトウェア
OUYA用ゲームはマーケットからオンラインでのみ配信・課金される。したがって少なくともダウンロード/課金時にはインターネット接続が必須である。また課金への支払いにはクレジットカード類が必要となる。

## 歴史

### 沿革
- 2012年
  - 7月10日 - KickstarterキャンペーンとしてOUYAプロジェクトを公開し後援者を募集。
  - 8月9日 - Kickstarterキャンペーン締め切り。6万人以上の後援者から約860万ドルの資金を獲得。公式ウェブサイトにてOUYAの購入予約受付を開始。
  - 12月28日 - 開発者向け公式ウェブサイト公開。同サイトにてODKを提供開始。699ドル以上出資のKickstarter後援者および開発機購入予約者へOUYA先行開発機を出荷。
- 2013年
  - 1月7日 - OUYA社も参加するハード/ソフトウェアおよびプロバイダー業界間の協力を促進する米国非営利団体The Internet of Things Consortiumの発足をCESにて発表[44]。
  - 1月14日 - Kill Screen（Kickstarter出身のゲーム誌[45]）との共同企画、ゲームジャム「CREATE」の作品募集を開始。応募は1月23日までの10日間受け付けられ、各国から165のゲーム作品（プロトタイプ）が集まった[46]。2月11日に最終選考結果が、2月19日に受賞作が発表された。入賞者には大賞2万ドルを始めとする賞金が贈られた。Unity Technologies社も協賛に加わっており、特別賞にはUnityライセンスが贈られた[47]。
  - 2月5日 - 発売月出荷分のOUYA購入予約受付（99ドル）が終了。同年6月以降の北米小売店でのOUYA販売および小売価格（99.99ドル）を発表[13]。公式ウェブサイトショッピングページをリニューアルし小売価格にて購入予約受付を再開。北米小売店にて購入予約受付を開始。
  - 2月28日 - Kellee SantiagoのOUYA社参加を発表[32]。この人物は開発者支援の責任者を務める。
  - 3月7日 - OUYAマーケットがオープン。OUYA用ゲーム公開審査（レビュー）の受け付けを開始[48]。同年3月28日までに公開され、それからの6週間に最も遊ばれた上位3ゲームの開発者はOUYA社出資のドキュメンタリー作品に取材される。
  - 3月27日 - MakerBot Industriesと提携しOUYA筐体のSTLファイル（3Dプリンタ用データ）を無償提供[22]。
  - 3月28日 - 95ドル以上699ドル未満出資のKickstarter後援者へOUYA製品版を出荷開始[12][32]。米サンフランシスコにてローンチパーティ「OUYA Unveiling」開催[49]。同年6月以降の英国小売店でのOUYA販売を発表[40]。
  - 5月9日 - 生産上の理由により小売開始日を同年6月25日に延期。Kleiner Perkins Caufield & Byers、Mayfield Fund、NVIDIA、Shasta Ventures、Occam Partnersによる1500万ドルの増資を発表[5]。
  - 6月25日 - 北米/英国小売店にてOUYA販売開始[39][5]。
- 2015年
  - OUYAがRazerに買収された[4]。
- 2019年
  - 6月25日 - 関連したサービスが終了しゲームのダウンロードができなくなる他、ゲームによってはプレイすることも出来なくなる予定[4]。

### Kickstarterキャンペーン
OUYA社はすでにDiggやFlixster、JAWBONEの創業者を含む大口出資者を得ていた。
2012年7月10日よりOUYAプロジェクトをKickstarterキャンペーンとして公開すると、初日に目標95万ドルの2倍、翌日には3倍を上回る額の出資を得、同サービス史上100万ドル以上を集めた8番目の、かつ最も早くそれを達成したプロジェクトとして注目された。8時間22分で100万ドル、24時間で約259万ドルに達しており、これは当時の最速記録である。
キャンペーンは1ヶ月後の同年8月9日に締め切られ、最終的に6万3416人の後援者から計859万6474ドルの資金を獲得した。なお、Kickstarterキャンペーン終了時に記録した総額は859万6475ドルだが、その後1ドル減じており、報道により数字が異なることがある。理由は明らかでない。
Kickstarterキャンペーンで公約されていた獲得資金の使途は「製品版フィックス/許認可取得」「先行開発機製造」「受注規模調査」「ファーストパーティゲーム開発」と、いずれも最終段階に属する仕上げまたはマーケティング事項である。OUYAプロジェクトがKickstarterに元々どの程度依存していたかは憶測の余地がある。Julie Uhrmanは「Kickstarterキャンペーンはプッシュ戦略（インセンティブ付与による販促）ではなくプロジェクト完遂に必要だった」「専門投資家からの出資では今日の有り様には至らなかっただろう」「通常の資金調達手段も考えていたが、新興ゲーム機に出資したがる投資家は少ない」としている一方、Kickstarterキャンペーンは「宣伝が主たる目的だったのでは」との見方もあった。
いずれにせよ、このキャンペーンでの目論見を上回る資金と名声とが、プロジェクトを軌道に乗せた。開発期間中、追加の資金調達は行われていない。
このように多くの支持を集めた一方で、安価が故の性能不足や、参入障壁の低さ故にゲームが粗製濫造される可能性を指摘する懸念・批判もあった。本稿出典記事の多くにも見られる。また当該記事や共有動画、Twitter等に寄せられるゲーマーたちのコメントからも、OUYA支持・不支持に関わらず、同様の不満を窺うことができる。

### デベロッパー参入
『Minecraft』のMarkus Perssonを始めプロジェクト公開当初から多くのPC/モバイルゲームデベロッパーがOUYAへの参入を表明している。
2012年7月19日には元Infinity Wardクリエイティブストラテジストであり現Robotoki代表のRobert Bowlingが『Human Element』の前日譚作品をOUYA向けに独占リリースすることを自身のブログにて発表。
同月31日にはスクウェア・エニックスが『ファイナルファンタジーIII』のリリースを発表したほか、バンダイナムコゲームスが参入を検討しFacebook上でOUYA向けリリース希望タイトルのアンケートを行うなど、日本の大手デベロッパー/パブリッシャーも支持や反応を示した。
2013年2月6日には米国の著名ゲームデザイナーTim Schafer率いるDouble Fine Productionsおよび人気ゲーム『Words with Friends』などの開発者Paul BettnerもOUYA向けタイトルを用意していることが明らかとなった。なお、Double Fine Productions提供の『Double Fine Adventure』はOUYAと同じくKickstarterにて大きな支持を集めたタイトルである。
またクラウドゲームサービスOnLiveに加え、TwitchTV（ゲームプレイ実況配信）・VEVO（ミュージックビデオ配信）・XBMC（メディアストリーミングアプリ）・TuneIn・iHeartRadio（共にインターネットラジオ）といった各種ネットワークサービスとの提携も発表されている。

### 先行出荷
公約通り2012年内に第一弾の実機（先行開発機）が出荷され、「多くのKickstarterプロジェクト同様遅れが生じるのではないか」、「そもそも新興ベンチャー企業がこのようなゲーム機を量産できるのか」といった疑念を晴らした。Julie Uhrmanは自プロジェクトが実現可能な理由として、OUYAが“ロケットサイエンス”ではなくコモディティ技術を組み合わせて作られている旨を述べている。

## 評価
TechCrunchは2013年末に公開した記事「2013年のガジェット：そのベストとワースト」にて、「だめだったガジェット」の一つにOuyaを選出し、「失敗したAndroidゲーム機」「尻すぼみに終わってしまった」と評した。同記事では他にGameStickも「だめだったガジェット」として挙げられている。
Forbesは2014年3月、「Ouyaは基本的に死んでいる」と題した記事を掲載した。